# Życie Adama i Ewy
Życie Adama i Ewy, znane też pod tytułami Pokuta Adama i Apokalipsa Mojżesza – niewielki objętościowo apokryf Starego Testamentu, opisujący dzieje Adama i Ewy po wyjściu z raju. Data powstania i pierwotny język utworu pozostają nieznane; do czasów współczesnych zachował się jedynie tekst w języku greckim (krótszy) i łacińskim (dłuższy), na podstawie których dokonano późniejszych tłumaczeń na takie języki jak syryjski, arabski czy staro-cerkiewno-słowiański. Apokryf składa się z krótkich, zazwyczaj jedno lub dwuzdaniowych rozdziałów. W wersji łacińskiej jest ich 48, w greckiej 43.